# Jin Yang
Jin Yang (chiń. 金杨; pinyin Jīn Yáng; ur. 16 maja 1994 w Harbinie) – chiński łyżwiarz figurowy, startujący w parach sportowych z Peng Cheng. Uczestnik igrzysk olimpijskich (2018, 2022), wicemistrz (2020) i dwukrotny brązowy medalista mistrzostw czterech kontynentów (2018, 2019), srebrny medalista finału Grand Prix (2018), zwycięzca zimowej uniwersjady (2015), dwukrotny mistrz świata juniorów (2014, 2015), zwycięzca finału Junior Grand Prix (2013) oraz 4-krotny mistrz Chin (2013, 2015, 2017, 2019).

## Osiągnięcia

### Z Peng Cheng
| Zawody                           | 16–17          | 17–18          | 18–19          | 19–20          | 20–21          | 21–22          |                |                |                |                |                |                |                |                |                |                |                |
| Międzynarodowe                   | Międzynarodowe | Międzynarodowe | Międzynarodowe | Międzynarodowe | Międzynarodowe | Międzynarodowe | Międzynarodowe | Międzynarodowe | Międzynarodowe | Międzynarodowe | Międzynarodowe | Międzynarodowe | Międzynarodowe | Międzynarodowe | Międzynarodowe | Międzynarodowe | Międzynarodowe |
| -------------------------------- | -------------- | -------------- | -------------- | -------------- | -------------- | -------------- | -------------- | -------------- | -------------- | -------------- | -------------- | -------------- | -------------- | -------------- | -------------- | -------------- | -------------- |
| Zimowe igrzyska olimpijskie      |                | 17             |                |                |                | 5              |                |                |                |                |                |                |                |                |                |                |                |
| Mistrzostwa świata               |                | 9              | 4              | C              | 5              |                |                |                |                |                |                |                |                |                |                |                |                |
| Mistrzostwa czterech kontynentów | 5              | WD             | 3              | 2              |                |                |                |                |                |                |                |                |                |                |                |                |                |
| GP Finał Grand Prix              | 6              |                | 2              | 2              |                |                |                |                |                |                |                |                |                |                |                |                |                |
| GP Cup of China                  | 2              |                |                | 2              | 1              |                |                |                |                |                |                |                |                |                |                |                |                |
| GP NHK Trophy                    | 2              |                | 2              |                |                |                |                |                |                |                |                |                |                |                |                |                |                |
| GP Skate America                 |                |                |                | 1              |                |                |                |                |                |                |                |                |                |                |                |                |                |
| GP Skate Canada International    |                | 5              | 2              |                |                |                |                |                |                |                |                |                |                |                |                |                |                |
| GP Internationaux de France      |                | 5              |                |                |                | WD             |                |                |                |                |                |                |                |                |                |                |                |
| GP Gran Premio d’Italia          |                |                |                |                |                | 2              |                |                |                |                |                |                |                |                |                |                |                |
| CS Asian Open Trophy             |                |                | 1              |                |                |                |                |                |                |                |                |                |                |                |                |                |                |
| CS Finlandia Trophy              |                | 1              |                |                |                |                |                |                |                |                |                |                |                |                |                |                |                |
| CS U.S. International Classic    |                |                |                | 3              |                |                |                |                |                |                |                |                |                |                |                |                |                |
| Zimowe igrzyska azjatyckie       | 2              |                |                |                |                |                |                |                |                |                |                |                |                |                |                |                |                |
| Krajowe                          |                |                |                |                |                |                |                |                |                |                |                |                |                |                |                |                |                |
| Mistrzostwa Chin                 | 1              | 2              | 1              |                |                |                |                |                |                |                |                |                |                |                |                |                |                |
| Zawody drużynowe                 |                |                |                |                |                |                |                |                |                |                |                |                |                |                |                |                |                |
| Zimowe igrzyska olimpijskie      |                |                |                |                |                | 5              |                |                |                |                |                |                |                |                |                |                |                |
| World Team Trophy                | 5 T 3 P        |                |                |                |                |                |                |                |                |                |                |                |                |                |                |                |                |

### Z Yu Xiaoyu

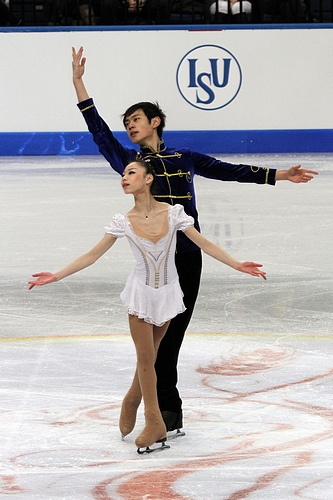
Yu Xiaoyu i Jin Yang na mistrzostwach świata juniorów 2012

| Zawody                                | 08–09          | 09–10          | 10–11          | 11–12          | 12–13          | 13–14          | 14–15          | 15–16          |                |                |                |                |                |                |                |                |                |
| Międzynarodowe                        | Międzynarodowe | Międzynarodowe | Międzynarodowe | Międzynarodowe | Międzynarodowe | Międzynarodowe | Międzynarodowe | Międzynarodowe | Międzynarodowe | Międzynarodowe | Międzynarodowe | Międzynarodowe | Międzynarodowe | Międzynarodowe | Międzynarodowe | Międzynarodowe | Międzynarodowe |
| ------------------------------------- | -------------- | -------------- | -------------- | -------------- | -------------- | -------------- | -------------- | -------------- | -------------- | -------------- | -------------- | -------------- | -------------- | -------------- | -------------- | -------------- | -------------- |
| Mistrzostwa czterech kontynentów      |                |                |                |                |                |                |                | 3              |                |                |                |                |                |                |                |                |                |
| GP Finał Grand Prix                   |                |                |                |                |                |                | 5              | 5              |                |                |                |                |                |                |                |                |                |
| GP Cup of China                       |                |                |                | 6              |                |                | 2              | 3              |                |                |                |                |                |                |                |                |                |
| GP NHK Trophy                         |                |                |                |                |                |                | 3              | 2              |                |                |                |                |                |                |                |                |                |
| GP Skate Canada International         |                |                |                | 7              |                |                |                |                |                |                |                |                |                |                |                |                |                |
| Zimowa uniwersjada                    |                |                |                |                |                |                | 1              |                |                |                |                |                |                |                |                |                |                |
| Międzynarodowe: Kategorie młodzieżowe |                |                |                |                |                |                |                |                |                |                |                |                |                |                |                |                |                |
| Mistrzostwa świata juniorów           |                | 8 DSQ          |                | 2              | 4              | 1              | 1              |                |                |                |                |                |                |                |                |                |                |
| JGP Finał                             |                |                | 3              | 5              | 5              | 1              |                |                |                |                |                |                |                |                |                |                |                |
| JGP w Austrii                         |                |                | 3              | 2              | 4              |                |                |                |                |                |                |                |                |                |                |                |                |
| JGP w Chorwacji                       |                |                |                |                | 2              |                |                |                |                |                |                |                |                |                |                |                |                |
| JGP w Czechach                        |                |                | 1              |                |                |                |                |                |                |                |                |                |                |                |                |                |                |
| JGP w Estonii                         |                |                |                |                |                | 1              |                |                |                |                |                |                |                |                |                |                |                |
| JGP na Łotwie                         |                |                |                | 2              |                | 1              |                |                |                |                |                |                |                |                |                |                |                |
| Igrzyska olimpijskie młodzieży        |                |                |                | 1              |                |                |                |                |                |                |                |                |                |                |                |                |                |
| Krajowe                               |                |                |                |                |                |                |                |                |                |                |                |                |                |                |                |                |                |
| Mistrzostwa Chin                      | 6              | 4              | 2              | 3              | 1              | 3              | 1              |                |                |                |                |                |                |                |                |                |                |
| Krajowe zimowe igrzyska Chin          | 7              |                |                | 4              |                |                |                |                |                |                |                |                |                |                |                |                |                |